# تپه بغداد کوچک
تپه بغداد کوچک مربوط به سده‌های اولیه دوران‌های تاریخی پس از اسلام است و در شهرستان ملایر، بخش سامن، دهستان حرم رود سفلی، روستای کرتیل آباد واقع شده و این اثر در تاریخ ۲۵ آبان ۱۳۸۷ با شمارهٔ ثبت ۲۳۷۱۸ به‌عنوان یکی از آثار ملی ایران به ثبت رسیده است.